# 2019
- Wikisource

| Calendário gregoriano                                                        | 2019 MMXIX                          |
| Ab urbe condita                                                              | 2772                                |
| Calendário arménio                                                           | 1469 – 1470                         |
| Calendário bahá'í                                                            | 175 – 176                           |
| Calendário budista                                                           | 2563                                |
| Calendário chinês                                                            | 4715 – 4716 Início a 5 de fevereiro |
| Calendário copta                                                             | 1735 – 1736                         |
| Calendário etíope                                                            | 2011 – 2012                         |
| Calendários hindus - Vikram Samvat - Calendário nacional indiano - Cáli Iuga | 2074 – 2075 1940 – 1941 5119 – 5120 |
| Calendário Holoceno                                                          | 12019                               |
| Calendário islâmico                                                          | 1441 – 1442                         |
| Calendário judaico                                                           | 5779 – 5780 Início a 30 de setembro |
| Calendário persa                                                             | 1397 – 1398 Início a 21 de março    |
| Calendário rúnico                                                            | 2269                                |
| Calendário solar tailandês                                                   | 2562                                |

2019 (MMXIX, na numeração romana) foi um ano comum do século XXI que começou numa terça-feira, segundo o calendário gregoriano. A sua letra dominical foi F. A terça-feira de Carnaval ocorreu a 5 de março e o domingo de Páscoa a 21 de abril. Segundo o horóscopo chinês, foi o ano do Porco, começando a 5 de fevereiro.

| Evento                                                   | Data            | Hora  |
| -------------------------------------------------------- | --------------- | ----- |
| Aquário                                                  | 20 de janeiro   | 09:00 |
| Peixes                                                   | 18 de fevereiro | 23:04 |
| primavera no hemisfério norte e outono no hemisfério sul |                 |       |
| Carneiro/equinócio                                       | 20 de março     | 21:59 |
| Touro                                                    | 20 de abril     | 08:56 |
| Gémeos                                                   | 21 de maio      | 08:00 |
| verão no hemisfério norte e inverno no hemisfério Sul    |                 |       |
| Caranguejo/solstício                                     | 21 de junho     | 15:55 |
| Leão                                                     | 23 de julho     | 02:51 |
| Virgem                                                   | 23 de agosto    | 10:02 |
| Outono no Hemisfério Norte e Primavera no Hemisfério Sul |                 |       |
| Balança/equinócio                                        | 23 de setembro  | 07:51 |
| Escorpião                                                | 23 de outubro   | 17:20 |
| Sagitário                                                | 22 de novembro  | 14:59 |
| inverno no hemisfério norte e verão no hemisfério sul    |                 |       |
| Capricórnio/solstício                                    | 22 de dezembro  | 04:20 |

| UTC: Portugal Continental, Madeira, Guiné-Bissau e São Tomé e Príncipe Subtrair (-): 1 h nos Açores e Cabo Verde 2 h nas Ilhas oceânicas brasileiras 3 h em Brasília, em Goiás, na Amazônia Oriental Brasileira e no nordeste, sudeste e sul brasileiros 4 h na Amazônia Ocidental Brasileira, Mato Grosso e Mato Grosso do Sul 5 h no Acre e sudoeste do Amazonas Adicionar (+): 1 h em Angola e Guiné Equatorial 2 h em Moçambique 8 h em Macau 9 h em Timor-Leste. |
| Adicionar uma hora durante a vigência do horário de verão: Portugal Continental : De 31 de março a 27 de outubro de 2019 |

| Ano completo                       |
| ---------------------------------- |
| Ano comum com início à terça-feira |

Foi declarado pela Organização das Nações Unidas como o Ano Internacional da Tabela Periódica.

## Eventos

### Janeiro
- 1 de janeiro

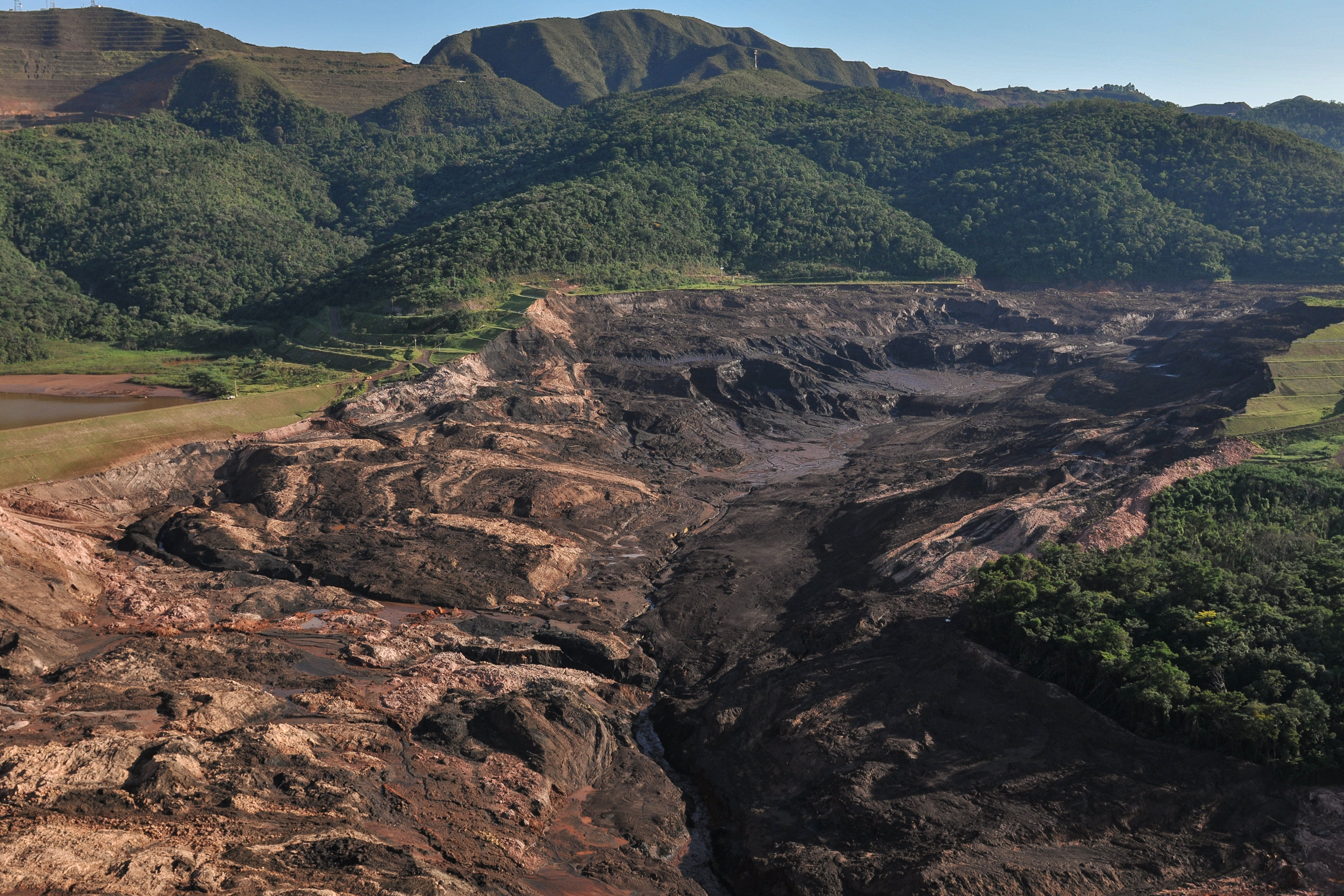
Área em que ocorreu o rompimento de barragem em Brumadinho, no Brasil, em 25 de janeiro.

  - Fim do mandato de Michel Temer como Presidente do Brasil e início do mandato de Jair Bolsonaro.[2]
  - Acordo Abrangente e Progressivo para a Parceria Transpacífico, a terceira maior área de livre comércio do mundo, entra em vigor para Austrália, Canadá, Japão, México, Nova Zelândia e Singapura.[3]
  - A sonda New Horizons sobrevoa Ultima Thule.[4]
  - O casamento entre pessoas do mesmo sexo se torna legal na Áustria.[5]
- 3 de janeiro - Chang'e 4, da CNSA, se torna a primeira espaçonave a pousar no lado oculto da Lua.[6]
- 4 de janeiro
  - O governo federal do Brasil envia Força Nacional ao estado do Ceará após série de atentados realizados por organizações criminosas.[7]
  - Grupo de Lima anuncia que seus países membros não reconhecerão o segundo mandato de Nicolás Maduro como Presidente da Venezuela.[8]
- 6 de janeiro - Eclipse solar parcial visível no nordeste da Ásia e no norte do Oceano Pacífico.[9]
- 7 de janeiro - Oito soldados são presos e dois são mortos depois de um golpe fracassado contra o presidente do Gabão, Ali Bongo Ondimba.[10]
- 10 de janeiro - Nicolás Maduro toma posse para segundo mandato como Presidente da Venezuela, diante de uma crise constitucional, tendo sua vitória contestada pela Assembleia Nacional.[11]
- 11 de janeiro
  - Chega ao fim o programa de Televisão da TV Globo Vídeo Show após quase 36 anos na grade de programação.[12]
  - República da Macedônia muda seu nome para República da Macedônia do Norte após vigência do Acordo de Prespa e encerra disputa de 27 anos com Grécia.[13]
- 12 de janeiro - O ativista italiano Cesare Battisti é preso na cidade de Santa Cruz de La Sierra, na Bolívia, sendo que estava foragido desde dezembro de 2018 quando foi declarado o pedido de extradição dele no Brasil.[14]
- 14 de janeiro - Quinze pessoas morrem após queda de avião da Saha Air Lines na base aérea iraniana de Fath.[15]
- 15 de janeiro
  - Jair Bolsonaro assina decreto que facilita posse de armas no Brasil.[16]
  - Parlamento do Reino Unido opta por rejeitar o acordo de Theresa May para saída do Reino Unido da União Europeia, na maior derrota do governo em uma votação no Parlamento. Líder da oposição Jeremy Corbyn apresenta moção de censura contra a primeira-ministra.[17]
- 17 de janeiro - Atentado em Bogotá, Colômbia, deixa 21 mortos e 68 feridos. Autor do ataque era membro do Exército de Libertação Nacional.[18]
- 21 de janeiro
  - Avião que carregava o futebolista Emiliano Sala desaparece no Canal da Mancha.[19]
  - Eclipse lunar total, o primeiro de dois eclipses do ano e único como total, esteve visível na América, no noroeste da África e na Europa.[20]
- 22 de janeiro - Abertura da XXXII Jornada Mundial da Juventude na Cidade do Panamá, Panamá.[21]
- 23 de janeiro - Morre no Rio de Janeiro, vítima de um acidente automobilístico, o ator Caio Junqueira.[22]
- 24 de janeiro
  - Angola descriminaliza a homossexualidade e regulariza o aborto em certos casos em seu primeiro Código Penal.[23]
  - Onda de frio na América do Norte mata 21 pessoas.[24]
- 25 de janeiro - Rompimento de barragem da Vale no município brasileiro de Brumadinho, em Minas Gerais, destrói comunidades e deixa cerca de 270 mortos. As buscas por sobreviventes prosseguiram pelos meses seguintes.[25]

### Fevereiro

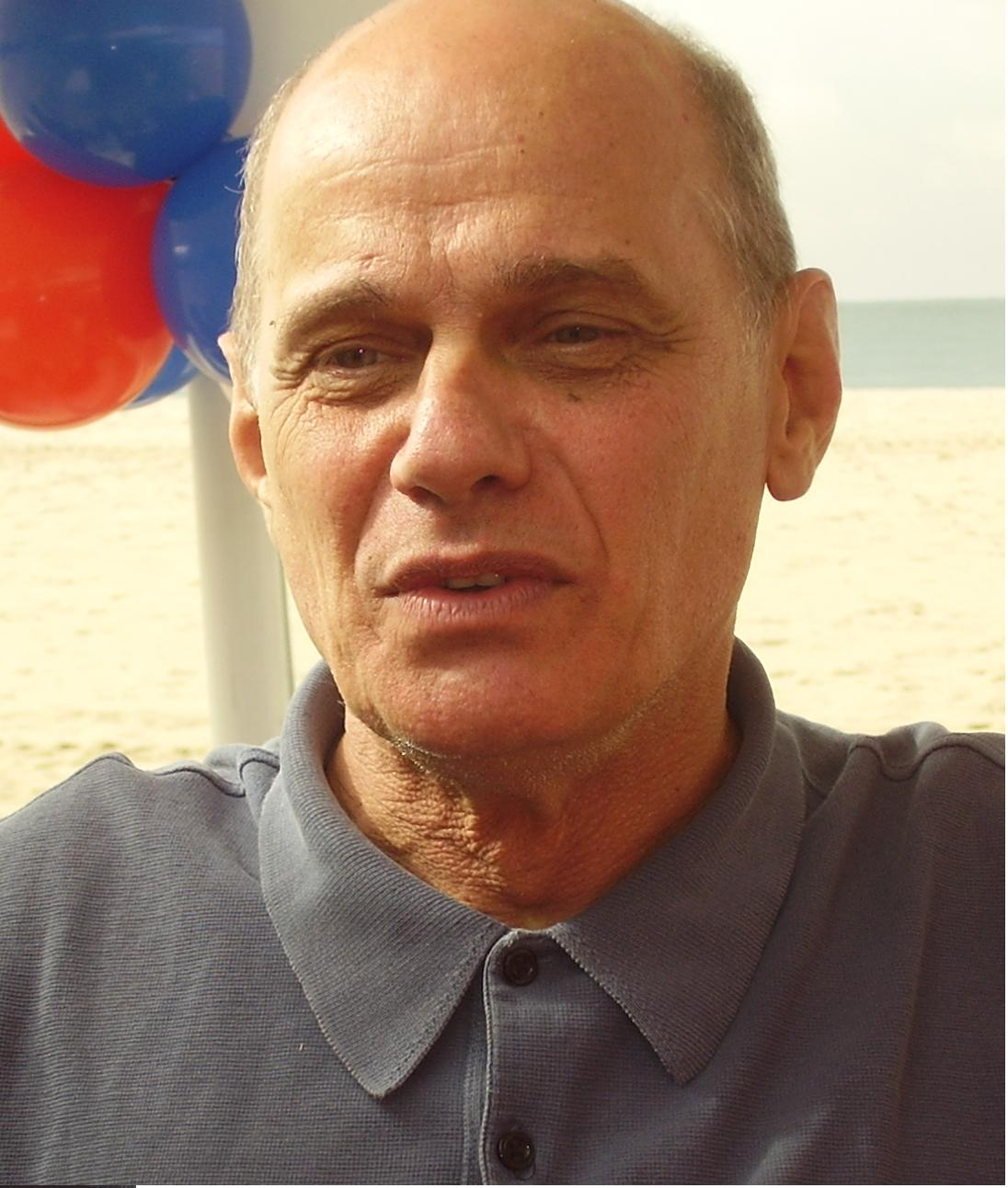
Jornalista Ricardo Boechat falecido aos 66 anos após queda de helicóptero em São Paulo em 11 de fevereiro

- 1 de fevereiro - Rússia e Estados Unidos suspendem Tratado de Forças Nucleares de Alcance Intermediário.[26]
- 6 de fevereiro
  - O ex-presidente Luiz Inácio Lula da Silva é condenado a 12 anos e 11 meses de prisão pelo sítio de Atibaia pela juíza Gabriela Hardt.[27]
  - Um temporal atinge o Rio de Janeiro, alaga a cidade e deixa sete mortos. Na Avenida Niemeyer, uma encosta deslizou sobre um ônibus matando duas pessoas e desabando um trecho da Ciclovia Tim Maia.[28]
- 8 de fevereiro - Incêndio no Centro de Treinamento George Helal, na categoria de base do Clube de Regatas do Flamengo, deixando 10 pessoas mortas e 3 feridos.[29]
- 11 de fevereiro - Queda de helicóptero na Rodovia Anhanguera em São Paulo mata o jornalista Ricardo Boechat e o piloto da aeronave Ronaldo Quattrucci.[30]
- 12 de fevereiro - Tribunal dos Estados Unidos condena traficante mexicano Joaquín "El Chapo" Guzmán em dez acusações criminais e determina prisão perpétua numa delas.[31]
- 13 de fevereiro - NASA conclui missão da sonda Opportunity em Marte por ser incapaz de religar astromóvel da hibernação.[32]
- 19 de fevereiro - Deflagrada a 60.ª fase da Operação Lava Jato, batizada de Ad Infinitum, que levou o Paulo Preto (ex-presidente da DERSA) para a cadeia.[33]
- 23 de fevereiro - Realização da eleição presidencial na Nigéria, após ser adiada por uma semana.[34]
- 24 de fevereiro - Realização do Oscar 2019 no Teatro Dolby em Los Angeles, com o filme "Green Book" como o grande vencedor.[35]
- 28 de fevereiro - Cúpula entre Estados Unidos e Coreia do Norte em 2019.[36]

### Março

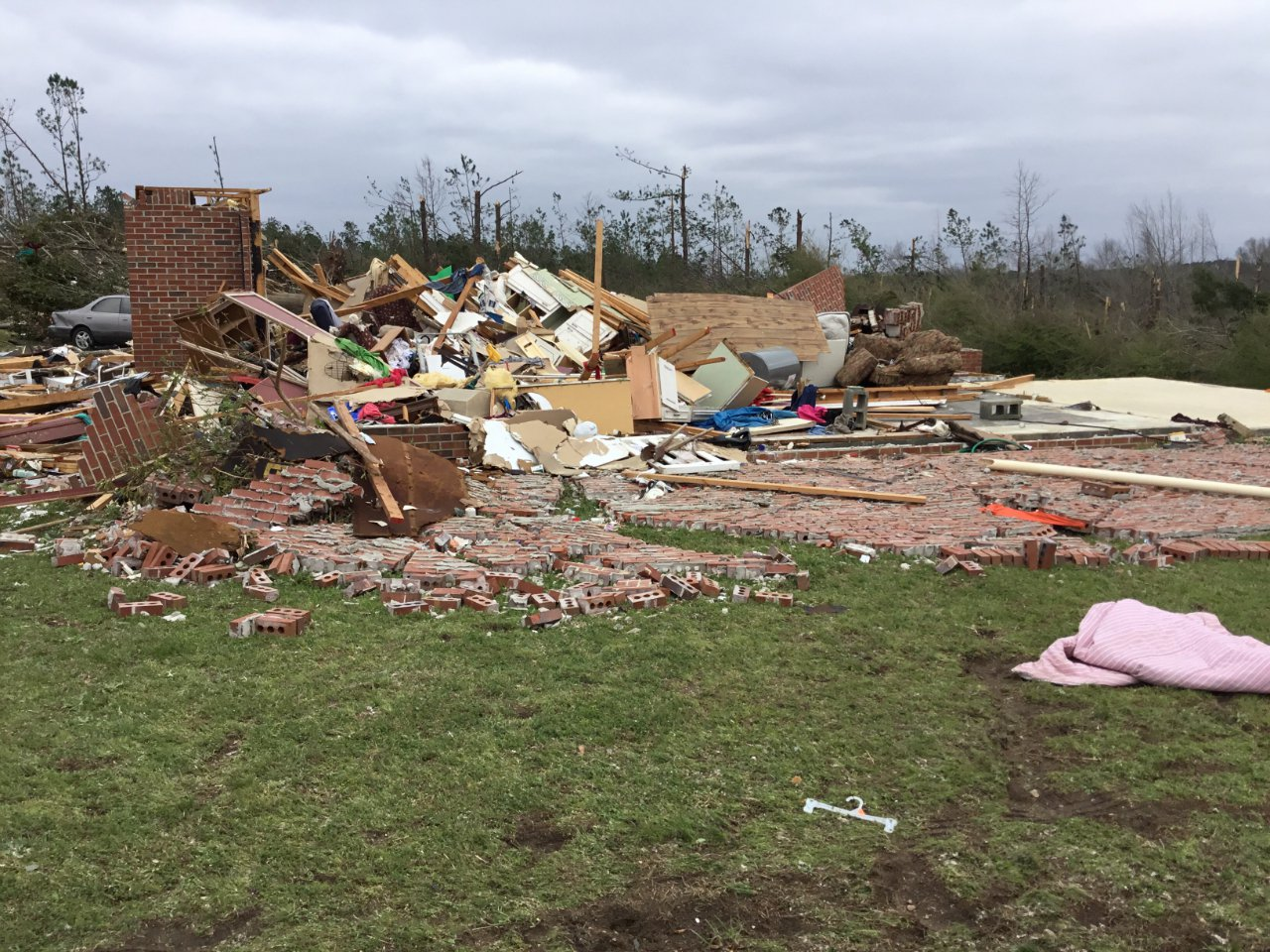
Casas destruídas por onda de tornados no Alabama, nos Estados Unidos, em 3 de março.

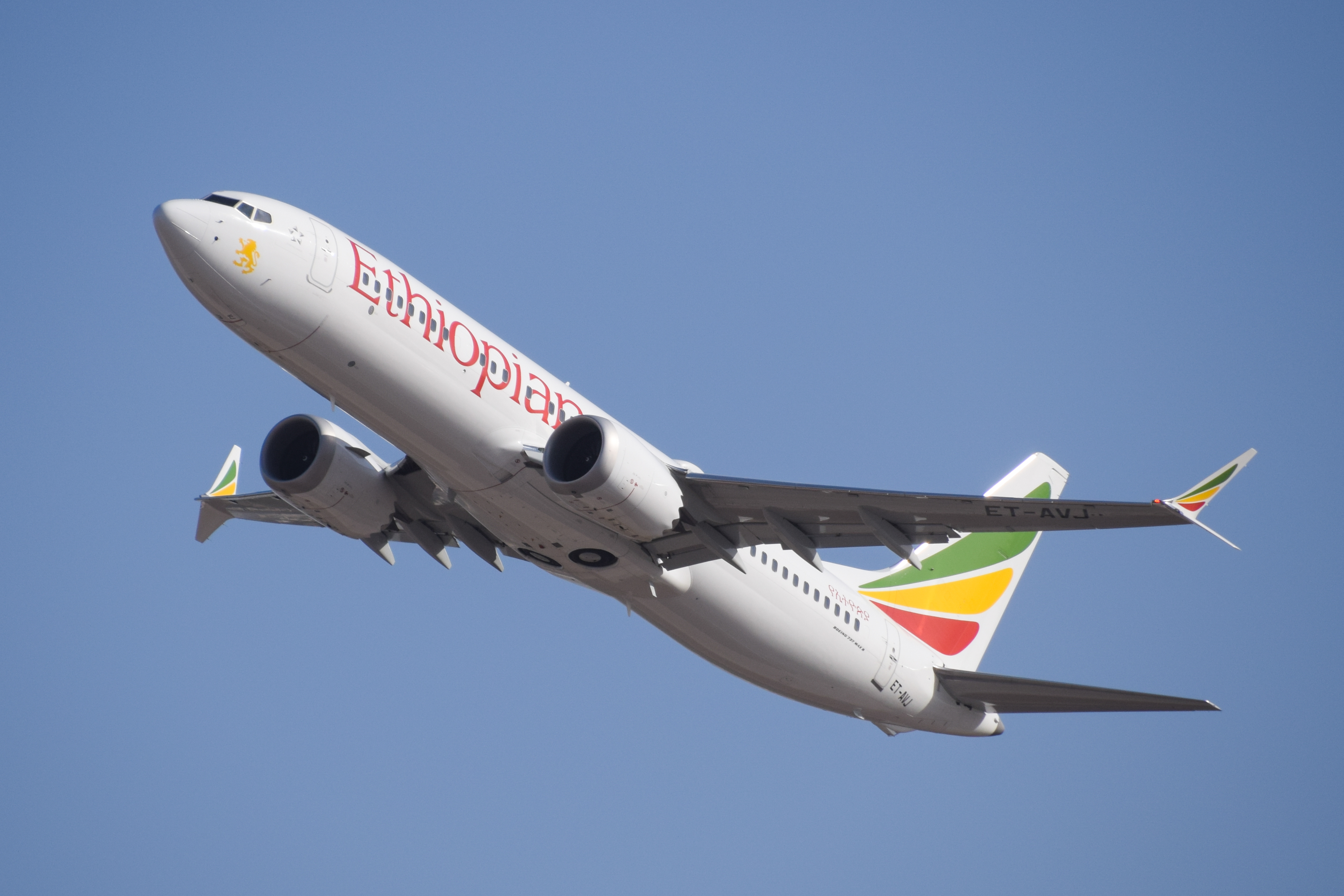
Boeing 737 MAX 8 da Ethiopian Airlines acidentado na Etiópia enquanto fazia o ET302 no dia 10 de março.

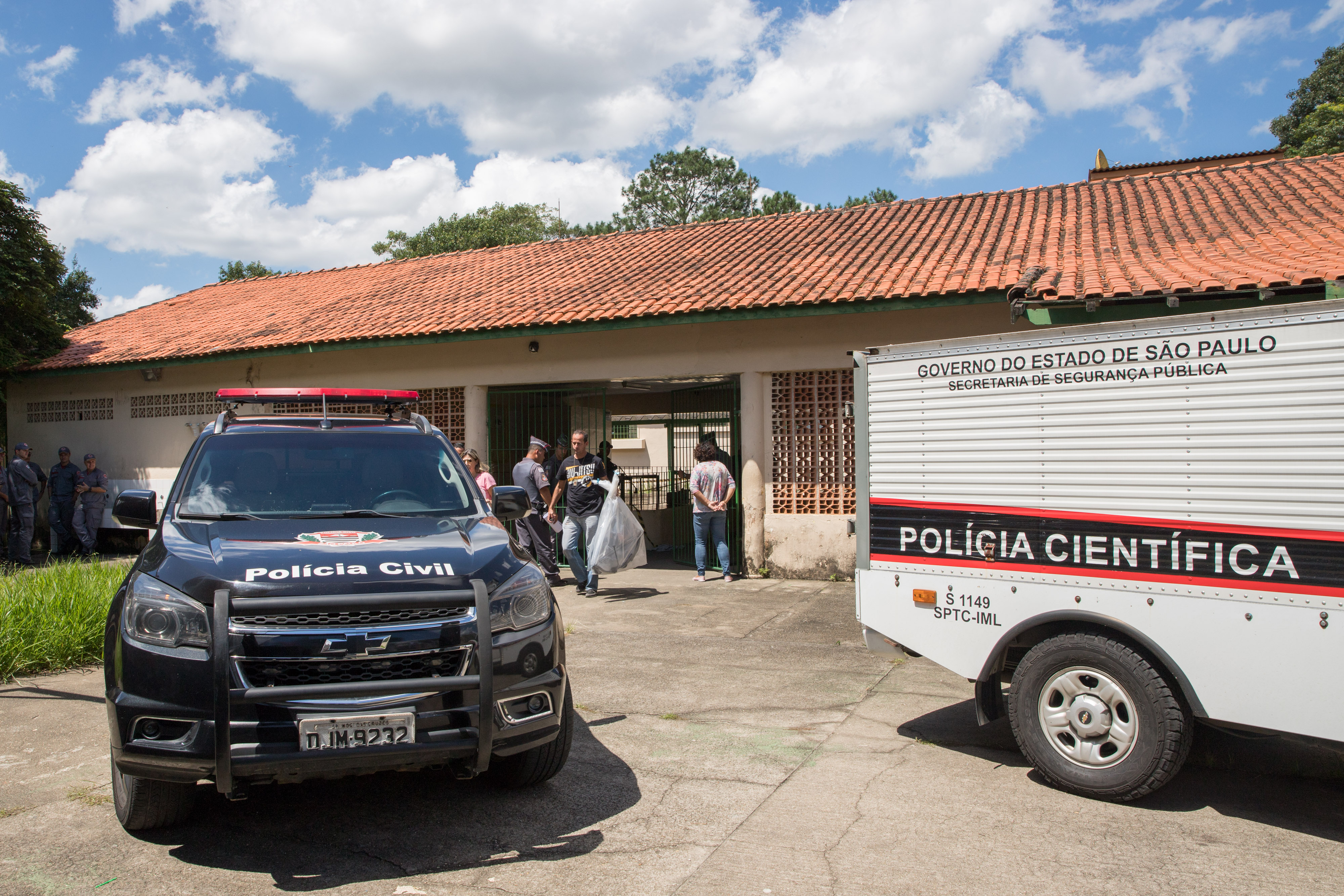
Massacre em escola de Suzano, Brasil, em 13 de março.

- 2 de março - SpaceX realiza a primeira missão não tripulada da Dragon 2, que retornou da EEI dia 8 de março.[37]
- 3 de março - Onda de tornados no sudeste dos Estados Unidos causa 23 mortes e deixa mais de 100 feridos.[38]
- 5 de março - Mancha Verde é campeã do Carnaval de São Paulo pela primeira vez. Maior vencedora dos desfiles paulistanos, Vai-Vai é rebaixada para o Grupo de Acesso pela primeira vez na história.[39][40]
- 6 de março - Estação Primeira de Mangueira é campeã do Carnaval do Rio de Janeiro pela vigésima vez.[41]
- 10 de março - Boeing 737 MAX 8 da Ethiopian Airlines com 149 passageiros e 8 tripulantes que fazia o ET302 cai logo após decolar, o avião levava passageiros de 33 países e saia de Adis Abeba, capital da Etiópia, rumo a Nairóbi, capital do Quênia, todos a bordo morreram.[42]
- 11 de março - Enchente na cidade de São Paulo provocando alagamentos e bloqueando vias de acesso a capital paulista. 12 mortos e 4 feridos.[43]
- 13 de março
  - Massacre de Suzano: Dois jovens matam 8 pessoas em uma escola e cometem suicídio, completando 10 mortes.[44]
  - Desabamento de prédio com escola mata 12 crianças em Lagos, na Nigéria.[45]
- 15 de março - Atentado de Christchurch: Duas mesquitas sofrem com atentados, deixando 50 mortos e vários feridos.[46]
- 18 de março - Atirador mata três pessoas e fere outras cinco em Utrecht, Países Baixos.[47]
- 20 de março - Nursultan Nazarbaev renúncia ao cargo de presidente de Cazaquistão após ficar no cargo desde 1991.[48]
- 21 de março
  - O ex-presidente do Brasil Michel Temer, e o ex-ministro Moreira Franco são presos no Rio de Janeiro pela força-tarefa da Lava Jato.[49]
  - Explosão em fábrica de produtos químicos em Yancheng, Jiangsu, na China, mata 78 pessoas e fere outras 617.[50]
- 22 de março - Mais de 1 000 mortos e uma quantidade desconhecida de desaparecidos após o ciclone Idai atingir os países Zimbábue, Malawi e Moçambique.[51]
- 23 de março - Estado Islâmico do Iraque e do Levante perde seu último território na Síria após derrota imposta pelas Forças Democráticas Sírias e pela coalizão liderada pelos Estados Unidos.[52]
- 26 de março
  - A União Europeia aprova a Diretiva sobre os Direitos de Autor no Mercado Único Digital e os polêmicos artigos 15 e 17.[53]
  - Morre aos 45 anos, vítima de infarto, o jornalista Rafael Henzel, um dos sobreviventes da Tragédia da Chapecoense.[54]
- 29 de março - Rompimento de barragem em Machadinho d'Oeste, no estado de Rondônia, Brasil, deixa cerca de cem famílias isoladas.[55]

### Abril

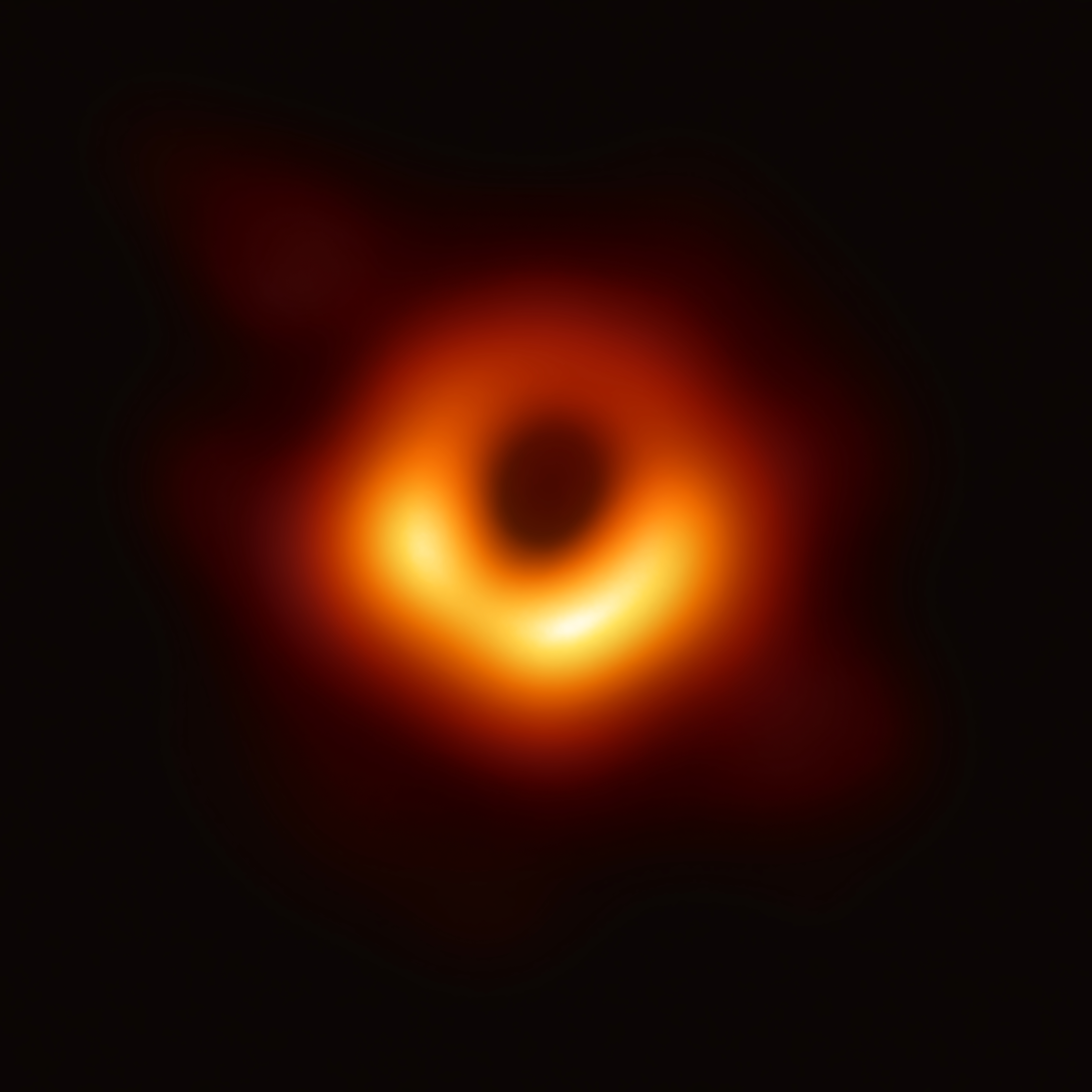
Primeira imagem de um buraco negro supermassivo, feita pelo projeto Event Horizon Telescope em 10 de abril.

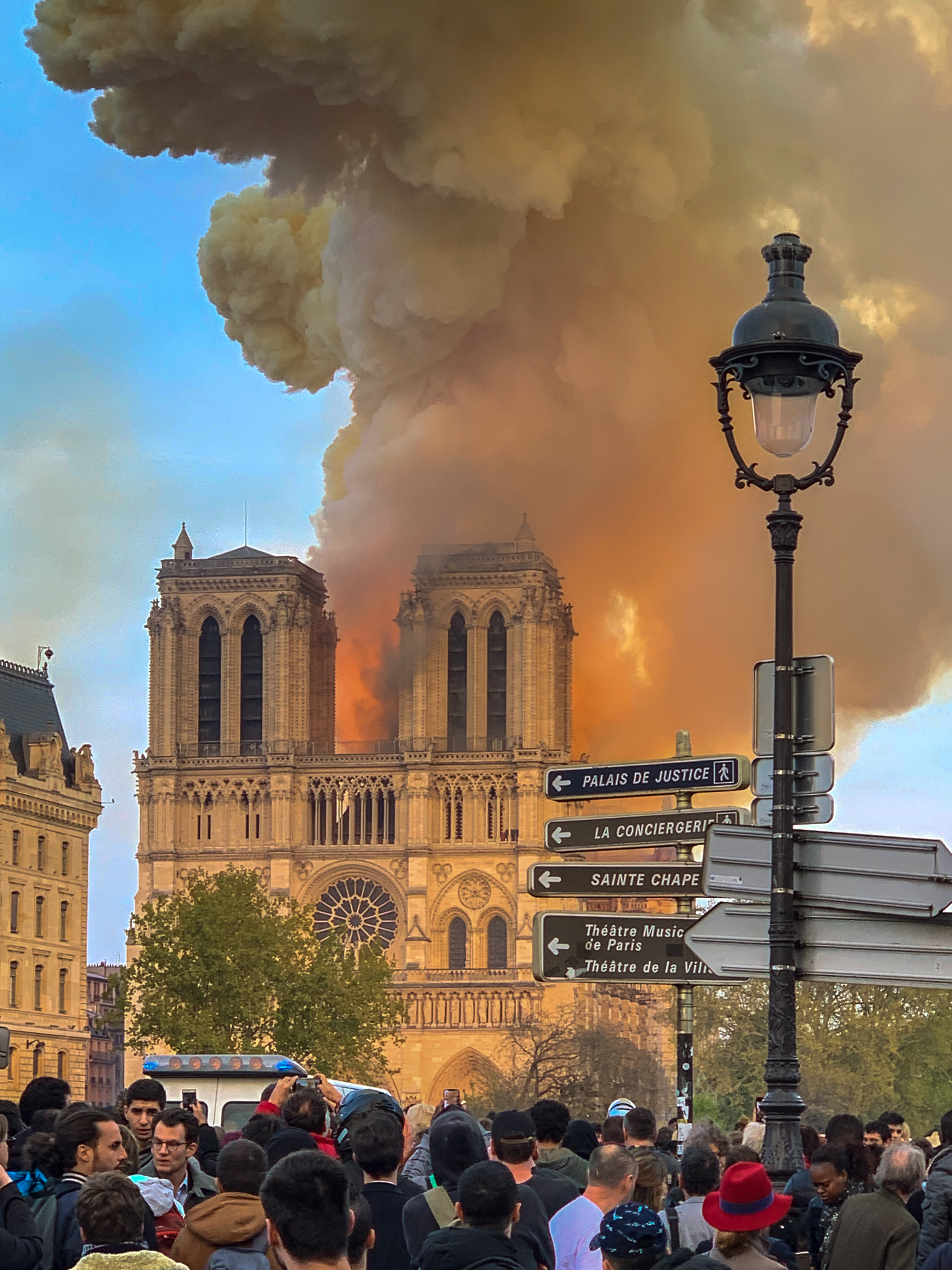
Incêndio na Catedral de Notre-Dame de Paris em 15 de abril

- 1 de abril - O governo japonês anuncia oficialmente o nome da nova era: "Reiwa" (em japonês: 令和), que terá início em 1 de maio, quando o príncipe Naruhito assumir o trono.[56]
- 4 de abril
  - Tentativa frustrada de assalto em Guararema (SP): 11 criminosos mortos, 3 suspeitos foram presos e levados para a cadeia.[57]
  - Militares que apoiavam Juan Guaidó são expulsos da Venezuela por ordem de Nicolás Maduro; Guaidó convoca manifestação definitiva, a "Operação Liberdade".[58]
  - O ex-presidente do Brasil Michel Temer vira réu na Lava Jato por corrupção e lavagem de dinheiro.[59]
- 6 de abril - Parte de ponte da Alça Viária desaba e cai no rio Moju.[60]
- 8 de abril
  - O município brasileiro de Cuiabá, em Mato Grosso, comemora 300 anos.[61]
  - Maior chuva em 22 anos provoca alagamentos em várias localidades do Rio de Janeiro e deixa 10 mortos.[62]
- 10 de abril
  - Equipe do Event Horizon Telescope publica a primeira imagem diretamente feita de um buraco negro localizado no coração da galáxia Messier 87.[63]
  - Golpe de Estado no Sudão derruba o governo de Omar al-Bashir.[64]
- 11 de abril - Julian Assange, do Wikileaks foi detido pela Polícia Britânica no interior da Embaixada Equatoriana em nome das autoridades Norte-Americanas que estão buscando sua extradição.[65]
- 12 de abril - Dois prédios desabam em Muzema, comunidade na Zona Oeste do Rio de Janeiro, deixa 24 mortos.[66][67]
- 15 de abril
  - José Maria Marin, ex-presidente da Confederação Brasileira de Futebol, é banido permanentemente do futebol pela FIFA.[68]
  - Violento incêndio destrói parcialmente a Catedral de Notre Dame em Paris, França.[69]
- 17 de abril - O ex-presidente do Peru, Alan García, comete suicídio após receber ordem de prisão no Caso Odebrecht.[70]
- 21 de abril - Em pleno Domingo de Páscoa, oito explosões deixam 258 mortos e mais de 500 feridos no Sri Lanka. O Daesh reivindicou os atentados.[71]
- 25 de abril - Presidente Jair Bolsonaro assina decreto que revoga o horário de verão no Brasil.[72]
- 27 de abril - O modelo Tales Soares tem um mal súbito e morre durante um desfile na São Paulo Fashion Week.[73][74]
- 28 de abril - A modelo Caroline Bittencourt desaparece em Ilhabela (SP) após um acidente de barco. Ela foi encontrada morta aos 37 anos.[75][76]
- 30 de abril
  - Juan Guaidó, presidente da Assembleia Nacional da Venezuela e autoproclamado presidente interino do país, inicia ofensiva para tentar derrubar o governo de Nicolás Maduro. O plano falhou; mais de 100 pessoas acabaram feridas durante o confronto.[77]
  - Morre aos 72 anos a sambista Beth Carvalho, imortalizada pela música "Coisinha do Pai" (primeira música brasileira a tocar no planeta Marte).[78]
  - O Imperador Akihito do Japão deixa o Trono do Crisântemo, encerrando a Era Heisei.[79]

### Maio
- 1 de maio

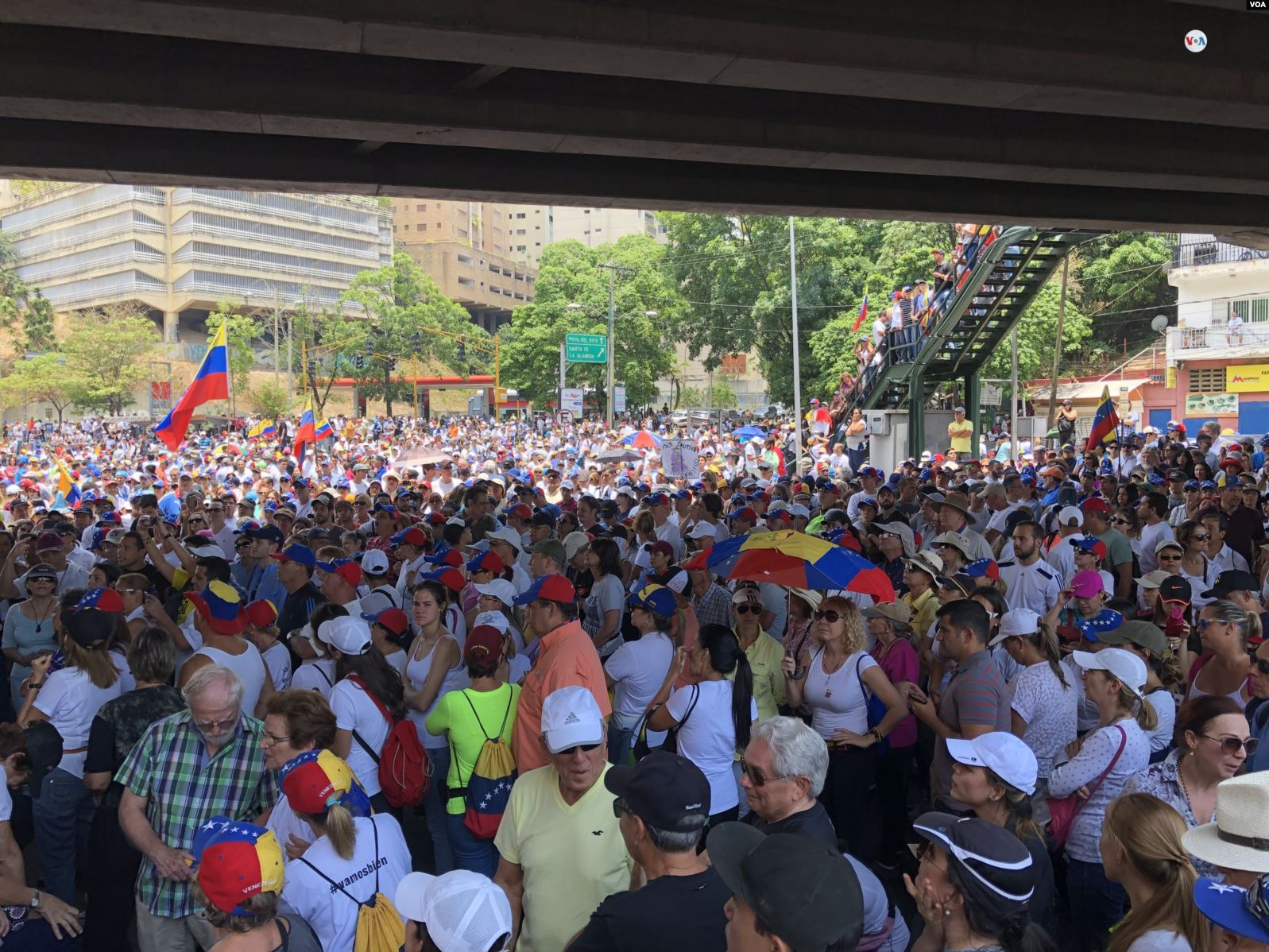
Manifestação contra o regime de Nicolás Maduro, na Venezuela, em meio à crise socioeconômica, em 1º de maio.

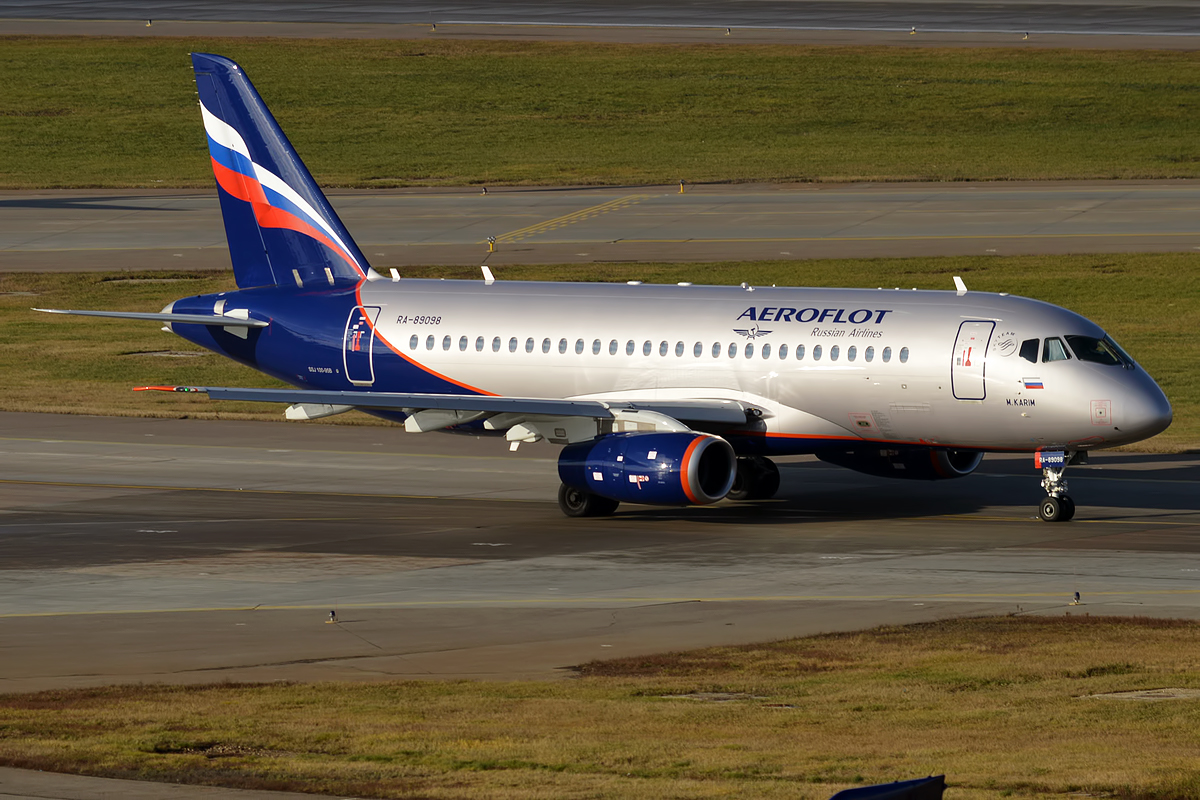
Aeronave envolvida na queda do voo Aeroflot 1492, na Rússia, em 5 de maio.

  - O príncipe Naruhito torna-se o 126° imperador do Japão, iniciando-se assim à Era Reiwa.[80]
  - Com o fracasso da tentativa de derrubar o regime de Nicolás Maduro, Juan Guaidó convoca nova manifestação na Venezuela.[81]
- 2 de maio
  - Crise na Venezuela: O presidente Nicolás Maduro comanda marcha da FANB contra Juan Guaidó; Tribunal chavista determina ordem de prisão contra Leopoldo López.[82]
  - Aos 39 anos, Xavi (campeão mundial em 2010) anuncia aposentadoria.[83]
- 5 de maio - Sukhoi Superjet 100 da Aeroflot que fazia o voo 1492 pega fogo ao retornar ao Aeroporto de Moscou matando 41 das 78 pessoas a bordo. A aeronave seguia de Moscou para Murmansk.[84]
- 16 de maio - Após quase 12 anos em exibição, o último episódio de The Big Bang Theory é transmitido nos Estados Unidos.[85]
- 19 de maio - Transmissão do último episódio da série de TV Game of Thrones.[86]
- 23 de maio - Seis brasileiros são encontrados mortos após um vazamento de gás na cidade de Santiago, Chile.[87]
- 24 de maio
  - Theresa May renúncia ao cargo de primeira-ministra do Reino Unido, devido ao fracasso na condução do processo do Brexit.[88]
  - ANAC suspende todas as operações da Avianca Brasil.[89]
  - O casamento entre pessoas do mesmo sexo entra em vigor em Taiwan.[90]
- 26 de maio
  - Eleição do Parlamento Europeu.
  - Terremoto de 7,5 graus na escala de magnitude de momento é registrado no Alto Amazonas Peruano.[91]
  - Confronto entre facções criminosas deixa mais de 50 mortos em presídios do estado do Amazonas, Brasil.[92]
- 27 de maio - Queda de avião de pequeno porte no povoado de Porto do Mato, no município brasileiro de Estância, Sergipe, mata 3 pessoas, entre elas, o cantor Gabriel Diniz aos 28 anos.[93]
- 29 de maio - Cruzeiro fluvial colide com outro navio e afunda em Budapeste, Hungria, matando pelo menos vinte e sete pessoas.[94]
- 31 de maio
  - Tiroteio em Virginia Beach, nos Estados Unidos, deixa pelo menos 12 mortos e 6 feridos.[95]
  - Assassinato do menino Brasileiro Rhuan, morto no dia 31 de maio de 2019 pela mãe e sua companheira na cidade de Samabaia em Brasília (Caso Rhuan)

### Junho
- 3 de junho

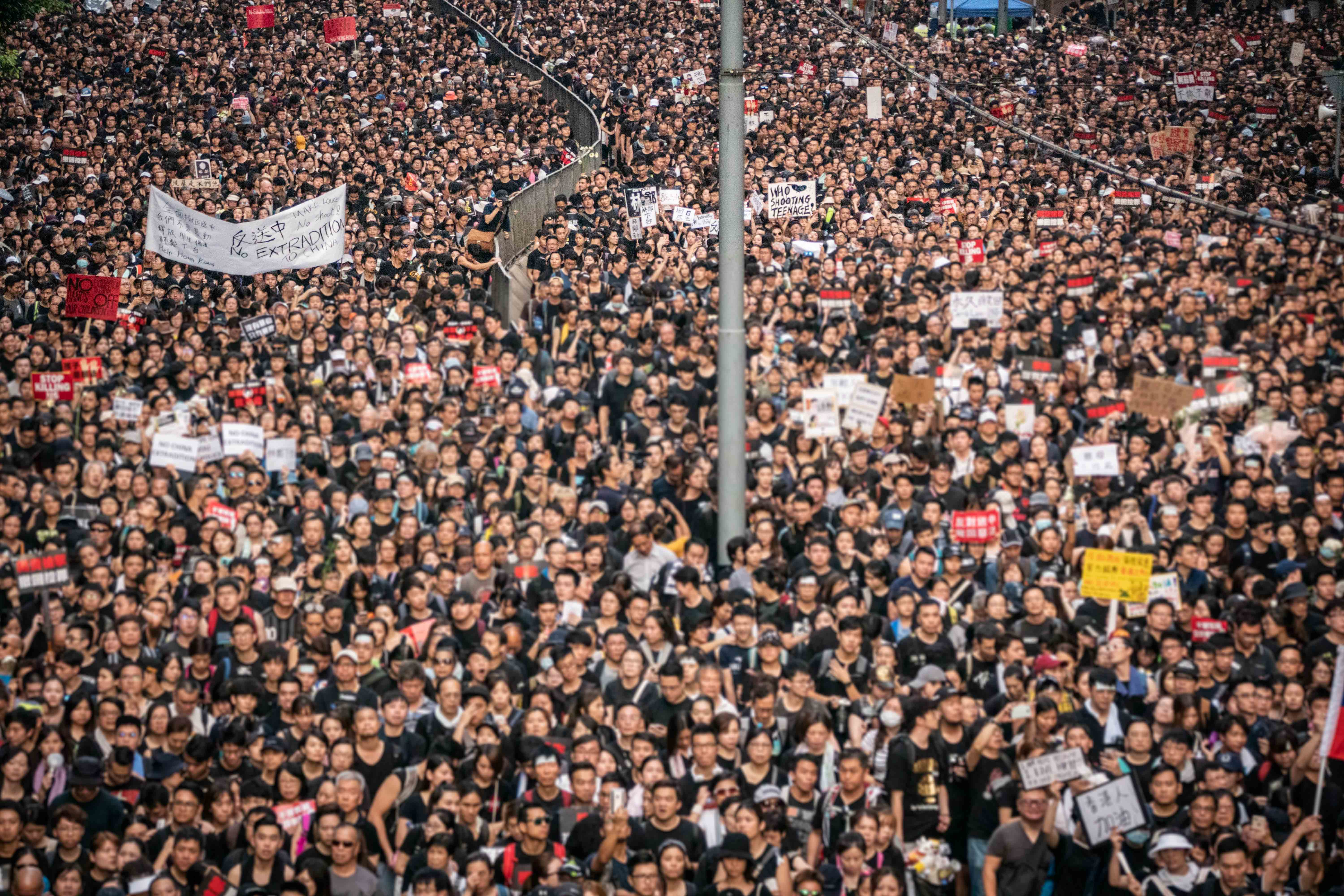
Protestos em Hong Kong

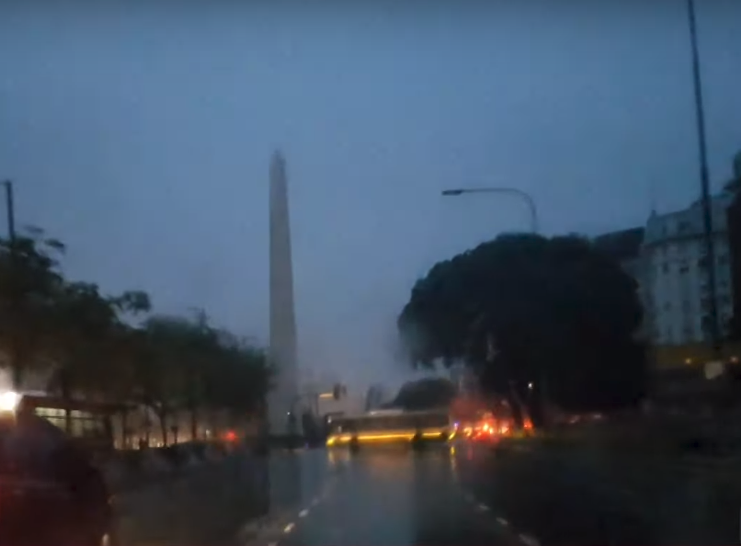
Apagão afeta Buenos Aires em 16 de junho

  - Brigitte Bierlein é eleita Chanceler da Áustria, tornando-se a primeira mulher a ocupar este cargo nesse país.[96]
- 7 de junho
  - Morre aos 85 anos o cantor e compositor Serguei, um dos pioneiros no rock brasileiro.[97]
  - Abertura da Copa do Mundo de Futebol Feminino de 2019 na França.
- 8 de junho - Morre aos 47 anos o cantor Andre Matos, vítima de infarto.[98]
- 9 de junho
  - Morre assassinado aos 22 anos o ator Rafael Miguel, junto com seus pais. O assassino foi o pai da namorada de Rafael.[99]
  - Centenas de milhares de pessoas protestam em Hong Kong, China, contra o projeto de lei relativo à extradição.[100]
- 11 de junho - A Suprema Corte de Botsuana descriminaliza a homossexualidade por unanimidade.[101]
- 12 de junho - O casamento entre pessoas do mesmo sexo se torna legal no Equador.[102]
- 13 de junho
  - Dois navios petroleiros são atacados no golfo de Omã, em meio a intensas tensões entre o Irã e os Estados Unidos.[103]
  - Morre aos 54 anos, vítima de câncer de ovários, a atriz mexicana Edith González, conhecida por seus personagens em novelas mexicanas passadas na emissora do SBT.[104]
- 14 de junho - Abertura da Copa América de 2019 no Brasil, comemorando os 100 anos da primeira conquista brasileira no campeonato.[105]
- 16 de junho
  - Apagão na América do Sul de 2019
  - Surto de encefalite aguda em Bihar, Índia, resulta na morte de mais de 100 crianças.[106]
- 19 de junho - Ao menos 184 pessoas morrem durante onda de calor na Índia.[107]
- 22 de junho - Ambachew Mekonnen, governador da região de Amara, na Etiópia, e Se'are Mekonnen, chefe do Estado-Maior nacional, são assassinados.[108]
- 24 de junho - Comitê Olímpico Internacional escolhe Milão e Cortina d'Ampezzo como sedes dos Jogos Olímpicos de Inverno de 2026.[109]
- 26 de junho - Pisoteamento durante comemoração do dia da independência em Antananarivo, Madagáscar, mata 16 pessoas e fere outras 100.[110]
- 28 de junho - Mercosul e União Europeia fecham acordo comercial após 20 anos de negociações.[111]
- 30 de junho - Donald Trump cruza a Zona Desmilitarizada se tornando o primeiro Presidente dos Estados Unidos a pisar na Coreia do Norte em exercício de seu mandato.[112]

### Julho
- 1 de julho

Eclipse lunar parcial de 16 de julho em Gloucestershire, Reino Unido.

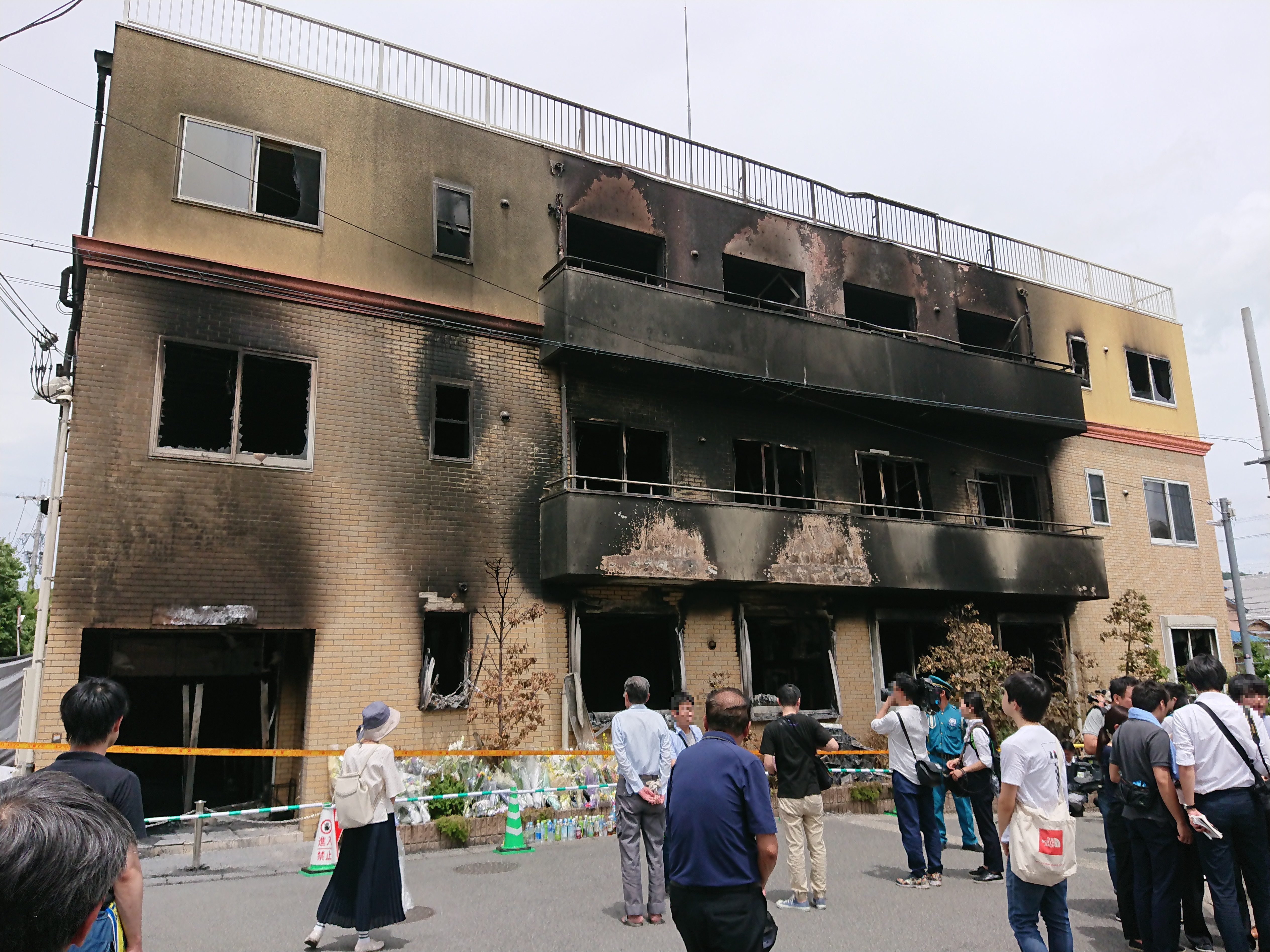
Estúdio da Kyoto Animation após ataque incendiário em 18 de julho

  - Grupo militante Talibã mata 40 pessoas e fere outras 105 em ataque ao edifício do Ministério da Defesa em Cabul, Afeganistão.[113]
  - Incêndio no submarino russo Losharik mata 14 tripulantes.[114]
- 2 de julho
  - Eclipse solar total visível no sul do Oceano Pacífico e em parte da América do Sul.[115]
  - NASA testa o sistema de escape no lançamento da Orion de forma bem-sucedida durante o Ascent Abort-2, com o objetivo de retornar a Humanidade à Lua durante o Programa Artemis.[116]
- 3 de julho - Forças associadas ao general Khalifa Hafter matam 53 pessoas e ferem outras 130 em bombardeamento aéreo do centro de detenção de Tajura, em Trípoli, Líbia.[117]
- 6 de julho
  - Morre o cantor e compositor João Gilberto, pai da Bossa Nova, aos 88 anos.
  - Morre o ator Cameron Boyce aos 20 anos.[118]
- 7 de julho
  - Seleção Brasileira ganha pela 9° vez a Copa América, após vencer o Seleção Peruana na final no Maracanã.[119]
  - Final da Copa do Mundo de Futebol Feminino de 2019, realizada na França: os Estados Unidos conquistam seu tetracampeonato.[120]
  - Abertura da 16ª Gymnaestrada Mundial em Dornbirn, Voralberg, Áustria.[121]
  - O Acordo de Livre Comércio Continental Africano entra em vigor.[122]
- 10 de julho
  - Morre o jornalista Paulo Henrique Amorim, vítima de enfarte.[123]
  - Morre o sociólogo brasileiro Francisco de Oliveira enquanto se recuperava, em casa, de uma pneumonia.[124]
- 13 de julho
  - Encerramento da 16ª Gymnaestrada Mundial em Dornbirn, Voralberg, Áustria[121]
  - Spektr-Roentgen-Gamma, um telescópio espacial russo-germânico de alta energia, é lançado do Cosmódromo de Baikonur, Cazaquistão.[125]
- 16 de julho - Eclipse lunar parcial visível na maior parte da Ásia, Austrália, África, Europa e América do Sul.[126]
- 18 de julho - Um homem de 41 anos comete ataque incendiário no prédio da Kyoto Animation, produtora de animação japonesa. 35 funcionários da empresa morreram, incluindo Yasuhiro Takemoto, diretor do anime A Empregada Dragão da Srta. Kobayashi, exibido no Brasil pela RBTV.[127]
- 20 de julho - Avengers: Endgame torna-se o filme de maior bilheteria de todos os tempos (sem ajustar pela inflação), superando Avatar.[128]
- 23 de julho - Aos 78 anos, o comentarista esportivo Juarez Soares, da equipe de esportes da Rádio Capital, morre em São Paulo.[129]
- 24 de julho
  - Boris Johnson assume o cargo de Primeiro-Ministro do Reino Unido, após a renúncia de Theresa May.[130]
  - Chuvas causam deslizamento de terra na Região Metropolitana do Recife, no Brasil, e deixa 12 mortos.[131]
- 26 de julho - Abertura dos Jogos Panamericanos de 2019 em Lima, no Peru.[132]
- 28 de julho - Morre aos 98 anos a atriz brasileira Ruth de Souza.[133]
- 29 de julho - Confronto entre facções criminosas deixa 57 mortos no presídio de Altamira, estado do Pará, Brasil.[134]

### Agosto

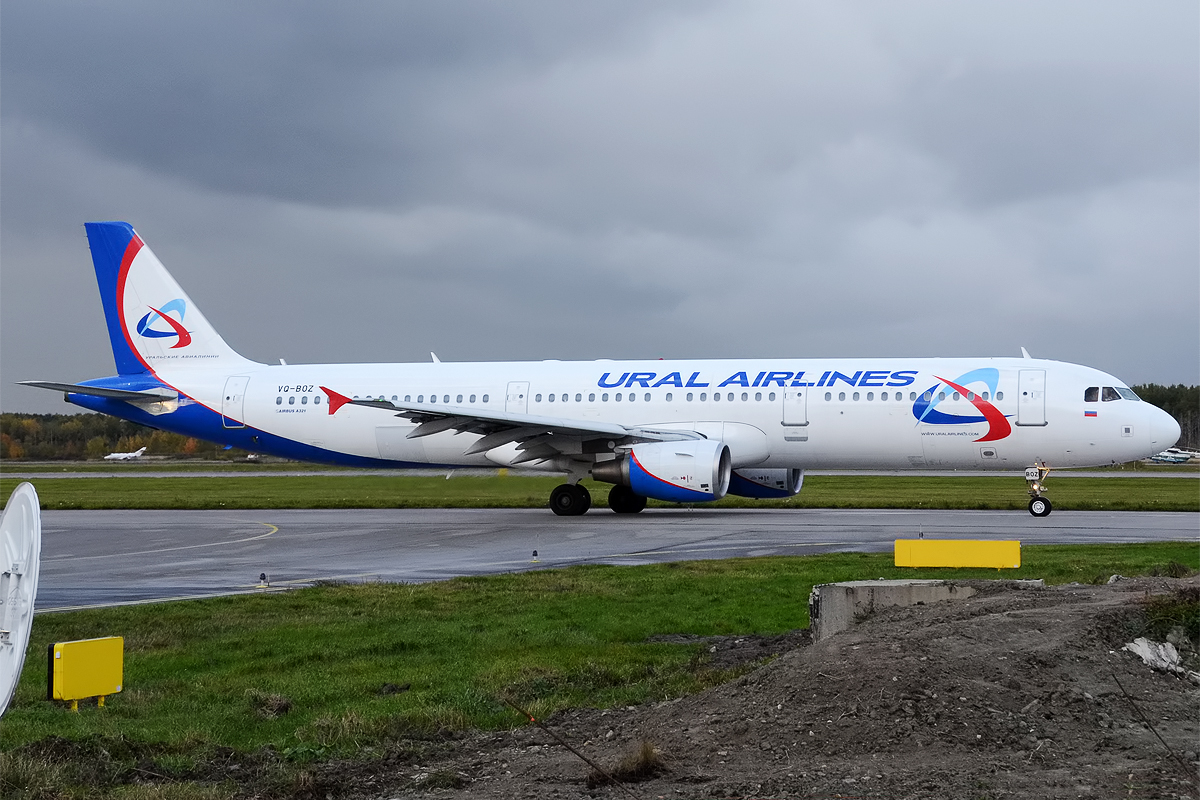
VQ-BOZ, a aeronave envolvida na queda do voo Ural Airlines 178 em 15 de agosto, vista em setembro de 2013.

- 3 de agosto - Tiroteio em um Walmart de El Paso, no Texas, nos Estados Unidos, deixa pelo menos 20 mortos e 26 feridos.[135]
- 4 de agosto - Tiroteio em Dayton, Ohio, nos Estados Unidos, deixa pelo menos 10 mortos e 26 feridos, horas depois do tiroteio em El Paso.[136]
- 7 de agosto - Atentado suicida perto de delegacia de polícia em Cabul, Afeganistão, mata 14 pessoas e fere outras 145.[137]
- 10 de agosto
  - Tufão Lekima afeta Filipinas, ilhas Ryūkyū, Taiwan e leste da China, matando pelo menos 80 pessoas.[138]
  - Explosão de caminhão-tanque em Morogoro, na Tanzânia, deixa pelo menos 75 mortos e 59 feridos.[139]
- 11 de agosto - Encerramento dos Jogos Panamericanos de 2019 em Lima, no Peru.[140]
- 15 de agosto - Todas as 233 pessoas a bordo do Voo Ural Airlines 178 sobrevivem após colisão de pássaros contra ambos os motores do Airbus A321.[141]
- 17 de agosto - Ao menos 80 pessoas morrem após ataque suicida durante casamento em Cabul, Afeganistão.[142]
- 20 de agosto - Instituto Nacional de Pesquisas Espaciais do Brasil detecta mais de 100 mil incêndios florestais no país desde janeiro, sendo mais da metade deles concentrados na Amazônia.[143]
- 31 de agosto - Começa o Campeonato Mundial de Basquetebol Masculino de 2019 na China.[144]

### Setembro

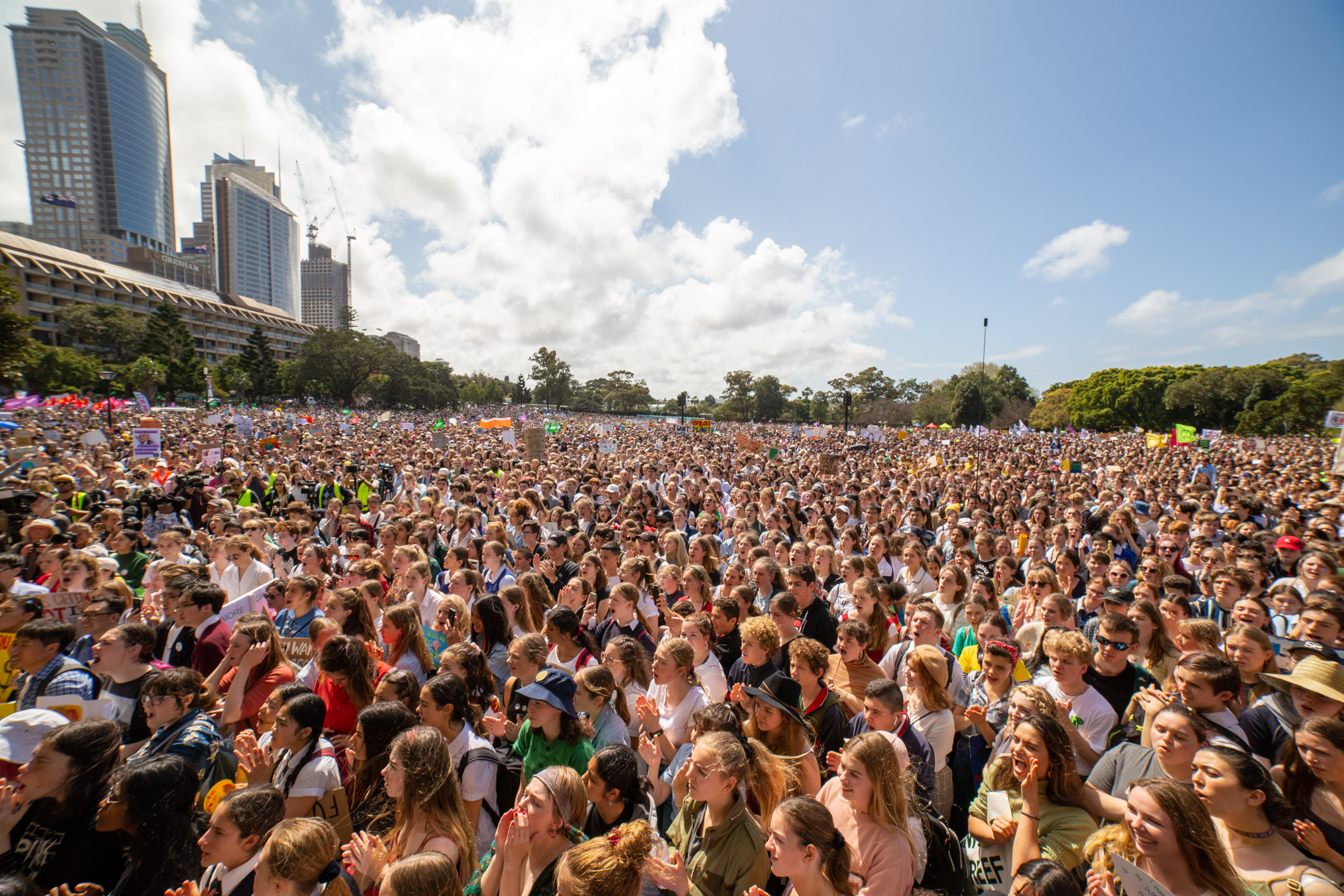
Manifestantes da greve climática em Sydney

- 1 de setembro - Furacão Dorian atinge Bahamas como tempestade de categoria 5 e mata pelo menos 50 pessoas.[145]
- 2 de setembro - Incêndio a bordo de barco fretado perto da ilha de Santa Cruz, nos Estados Unidos, deixa 34 mortos e outros cinco feridos.[146]
- 3 de setembro - O Google lança o Android 10
- 6 de setembro
  - Organização Indiana de Pesquisa Espacial perde contato com módulo lunar Chandrayaan-2, pouco antes de um pouso forçado na superfície da Lua.[147]
  - Ex-presidente do Zimbábue, Robert Mugabe, morre aos 95 anos de idade.[148]
- 10 de setembro - Pisoteamento durante celebração da Ashura em Carbala, Iraque, mata pelo menos 31 pessoas e fere outras 100.[149]
- 11 de setembro - Astrônomos detectam água na atmosfera do exoplaneta K2-18b, primeira detecção do tipo em uma zona habitável.[150]
- 12 de setembro
  - Morre o Primeiro-ministro de Tonga ʻAkilisi Pōhiva aos 78 anos.[151]
  - Incêndio no Hospital Badim no Rio de Janeiro deixa 15 mortos.[152]
- 14 de setembro - Ataques de drones a duas grandes instalações petrolíferas na Arábia Saudita obrigam país a cortar mais da metade de sua produção de petróleo.[153]
- 15 de setembro
  - Espanha vence Argentina na final do Campeonato Mundial de Basquetebol Masculino.[154]
  - Aos 67 anos, morre o cantor e compositor luso-brasileiro Roberto Leal, embaixador da cultura portuguesa no Brasil.[155]
- 20 de setembro
  - Greves globais contra mudanças climáticas ocorrem em 150 países como parte dos protestos da iniciativa Fridays for Future.[156]
  - Começa a Copa do Mundo de Rugby Union de 2019 no Japão.[157]
- 22 de setembro - Fleabag vence como melhor série de comédia e Game of Thrones vence como melhor série de drama no Primetime Emmy Awards.[158]
- 24 de setembro - Astrônomos anunciam 2I/Borisov como primeiro cometa interestelar já observado, diante de seu periélio em 7 de dezembro.[159]
- 25 de setembro - Sismo na Caxemira causa 40 mortes e fere mais de 850 pessoas.[160]

### Outubro

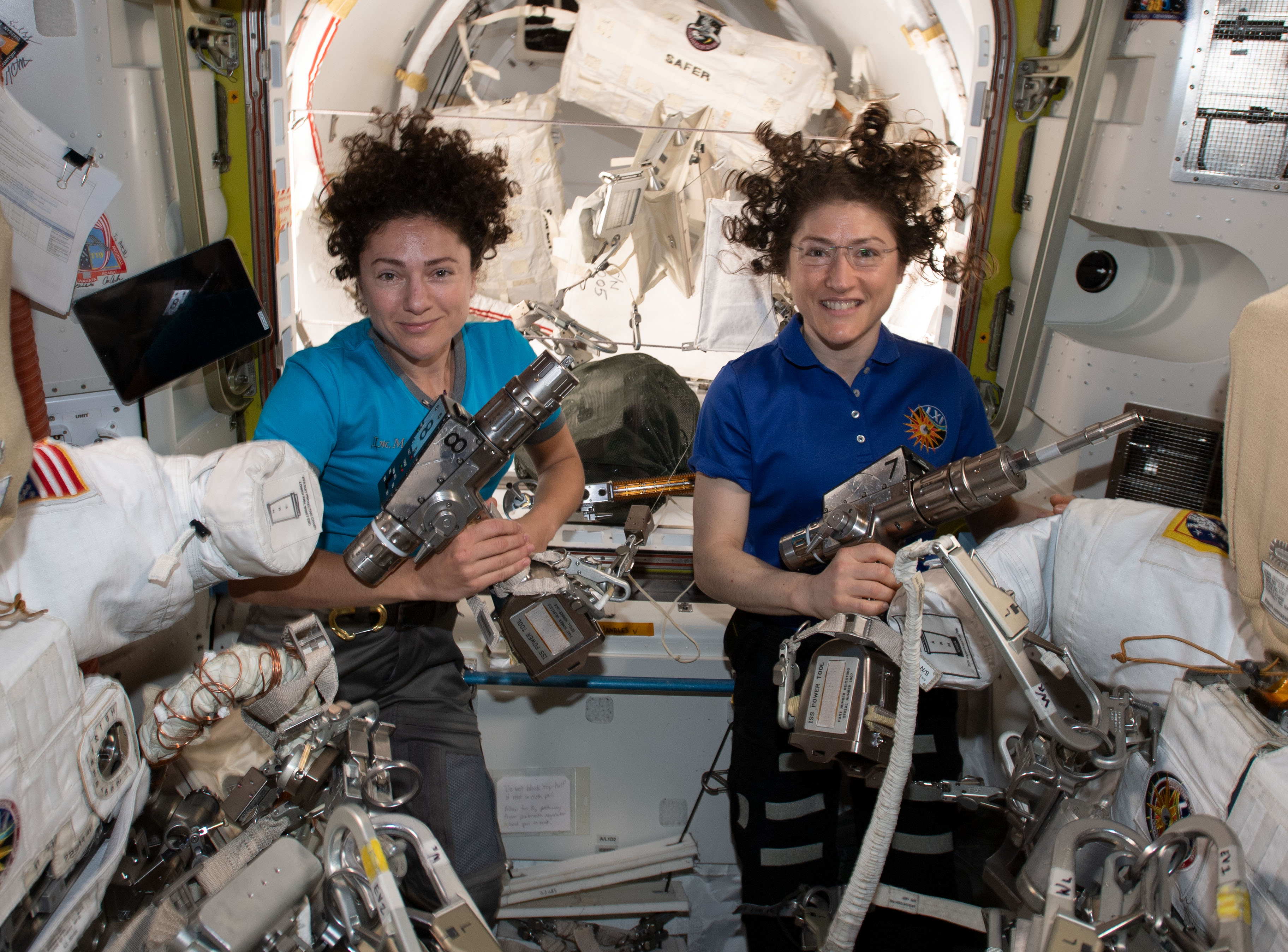
As astronautas Christina Koch e Jessica Meir

- 2 de outubro - Presidente peruano, Martín Vizcarra, dissolve o Congresso do Peru, resultando em uma crise constitucional.[161]
- 6 de outubro
  - Arqueólogos anunciam a descoberta de En Esur, o maior assentamento conhecido da Idade do Bronze no Levante do Sul.[162]
  - PS, liderado por António Costa, vence as eleições legislativas em Portugal com 36,65% dos votos.[163]
  - Conclui-se o Campeonato Mundial de Atletismo em Doha, Catar.[164]
  - Aos 80 anos, morre Ginger Baker, baterista da banda britânica Cream.[165]
- 7 de outubro - Cientistas descobrem vinte novas luas de Saturno, tornando-o o planeta com mais luas do Sistema Solar.[166]
- 7 a 11, 14 de outubro - Anunciados laureados de 2019 com Nobel de Fisiologia ou Medicina, Física, Química, Literatura, Paz e Ciências Económicas.[167][168][169][170][171][172]
- 9 de outubro
  - Turquia inicia ofensiva militar na Síria, após tropas dos Estados Unidos retirarem-se da região.[173][174]
  - Protestos no Equador pela renúncia do presidente Lenín Moreno faz o governo se mudar de Quito para Guayaquil.[175]
- 11 de outubro - Vazamento de óleo atinge 63 municípios de 9 unidades federativas na Região Nordeste do Brasil.[176]
- 12 de outubro
  - Queniano Eliud Kipchoge torna-se a primeira pessoa a correr uma maratona em menos de duas horas, em um evento não-IAAF em Viena, Áustria.[177]
  - Tufão Hagibis atinge o Japão, matando ao menos 70 pessoas e causando graves inundações.[178]
- 13 de outubro
  - Brigid Kosgei quebra recorde mundial de maratona feminino na Maratona de Chicago.[179]
  - Acontece no Vaticano a cerimônia de canonização de Irmã Dulce.
- 14 de outubro
  - Após mais de dez dias, protestos no Equador terminam após o presidente Lenín Moreno concordar com a revogação de medidas de austeridade e reposição de subsídios a combustíveis.[180]
  - Cantora e atriz sul-coreana Sulli, ex-integrante do grupo F(X), é encontrada morta aos 25 anos, vítima de suicídio.[181]
- 15 de outubro
  - Julgamento dos líderes da independência da Catalunha termina com nove sentenças de prisão, provocando protestos em toda a região.[182]
  - Eleições Presidenciais e Legislativas em Moçambique.[183]
- 18 de outubro
  - Vários ministros renunciam em meio a grandes manifestações no Líbano, que começaram após governo anunciar planos de taxar gasolina, tabaco e telefonemas online.[184]
  - Astronautas Christina Koch e Jessica Meir realizam primeira caminhada espacial dupla totalmente feminina na história da Estação Espacial Internacional.[185]
  - Centésimo aniversário do ator e dublador Orlando Drummond, sendo oficialmente o primeiro dublador a atingir os 100 anos de idade.[186]
- 19 de outubro - Presidente Sebastián Piñera anuncia imposição de estado de emergência no Chile após série de protestos que deixaram ao menos 18 mortos.[187]
- 23 de outubro - Trinta e nove pessoas são encontradas mortas em um contêiner refrigerado de um caminhão em Grays, Inglaterra.[188]
- 24 de outubro - Evo Morales reeleito presidente da Bolívia em meio a violentos protestos e acusações de fraude eleitoral.[189][190]
- 26 de outubro - Abu Bakr al-Baghdadi, líder do Estado Islâmico do Iraque e do Levante, comete suicídio durante operação militar dos Estados Unidos em Idlib, na Síria.[191]
- 27 de outubro - Alberto Fernández eleito presidente da Argentina em primeiro turno.[192]
- 29 de outubro - Saad Hariri renúncia ao cargo de primeiro-ministro do Líbano após grandes manifestações.[193]
- 31 de outubro
  - Série de sismos atinge Mindanau, nas Filipinas, mata pelo menos 21 pessoas.[194]
  - Incêndio em trem de passageiros perto de Liaqatpur, Paquistão, mata pelo menos 75 pessoas.[195]

### Novembro

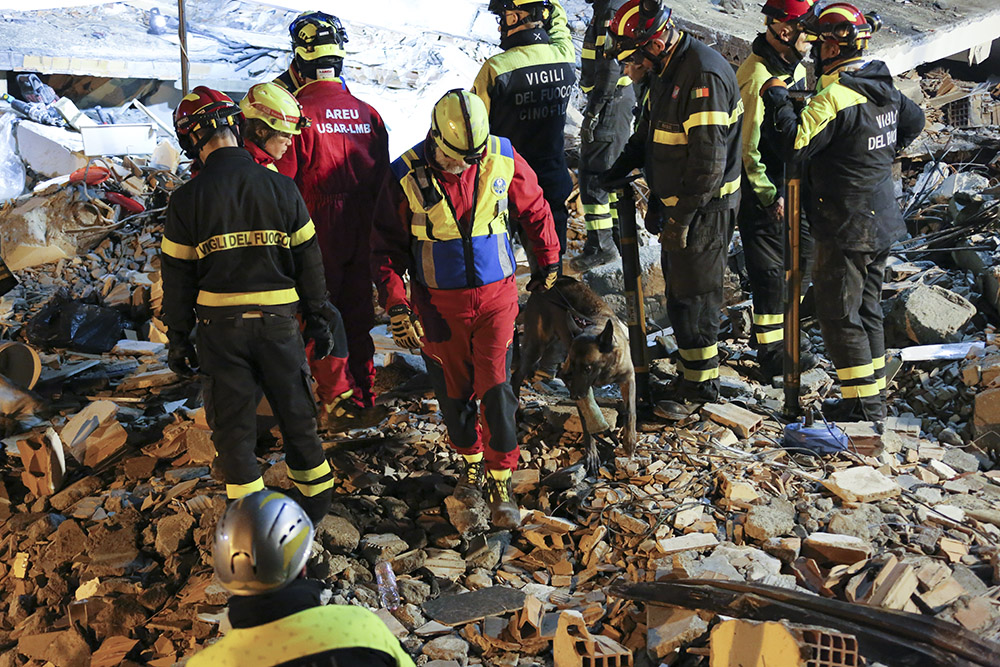
Equipes de resgate da Itália em uma construção destruída pelo sismo da Albânia em 26 de novembro

- 2 de novembro - África do Sul derrota Inglaterra na final da Copa do Mundo de Rugby.[196]
- 6 de novembro - Cientistas descrevem Danuvius guggenmosi, nova espécie de antigo grande símio bípede.[197]
- 8 de novembro - Luiz Inácio Lula da Silva, ex-presidente do Brasil, é libertado por decisão judicial após 580 dias de prisão, mediante decisão do Supremo Tribunal Federal de considerar prisão em segunda instância inconstitucional.[198][199]
- 10 de novembro - Em meio a protestos e pressionado por militares e opositores, Evo Morales renúncia ao cargo de presidente da Bolívia.[200]
- 12 de novembro - Jeanine Áñez se declara presidente da Bolívia em sessão sem quórum na Assembleia Legislativa da Bolívia.[201]
- 17 de novembro - Ex-secretário do Ministério da Defesa, Gotabaya Rajapaksa vence as eleições presidenciais, tornando-se o 8º Presidente do Sri Lanka.[202][203]
- 21 de novembro - Apresentador de televisão, Gugu Liberato, morre aos 60 anos de idade, após acidente doméstico.[204][205]
- 23 de novembro - Flamengo vence a Copa Libertadores da América de 2019, derrotando o River Plate por 2-1, em Lima, Peru, conquistando o 2º título da competição.[206]
- 24 de novembro
  - Klaus Iohannis, do Partido Nacional Liberal, é reeleito como presidente da Romênia em eleição de segundo turno.[207][208]
  - Cantora e atriz sul-coreana Hara, ex-integrante Kara, foi encontrada morta aos 28 anos, com suspeita de suicídio.[209]
  - Flamengo confirma matematicamente o título do Campeonato Brasileiro de 2019, repetindo o feito do Santos de 1963 ao ganhar o campeonato nacional e a Libertadores no mesmo ano.[210]
- 25 de novembro - Várias centenas de diamantes e joias, com valor estimado em mais de 1 bilhão de euros, são roubados de museu em Dresden, Alemanha.[211][212]
- 26 de novembro - Sismo no noroeste da Albânia mata 46 pessoas e deixa outras 2 000 feridas.[213]
- 28 de novembro - Luis Alberto Lacalle Pou, do Partido Nacional, eleito presidente do Uruguai em segundo turno.[214]

### Dezembro

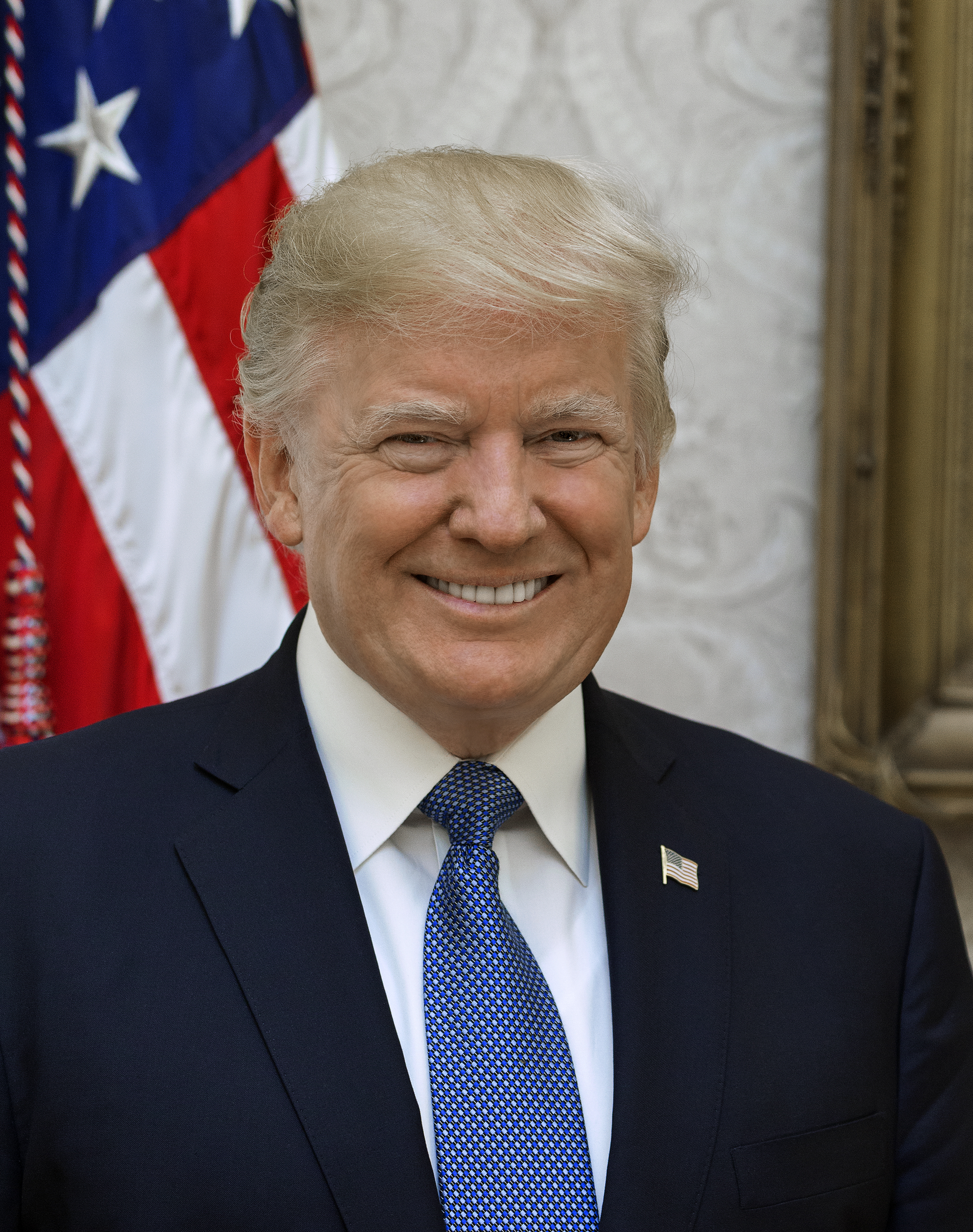
Donald Trump

- 1 de dezembro - Nove pessoas morrem e outras doze ficam feridas durante ação da Polícia Militar do Estado de São Paulo em Paraisópolis.[215]
- 2 de dezembro - Gasoduto Força da Sibéria inicia suas operações, fornecendo gás natural da Rússia para a China.[216]
- 5 de dezembro
  - Descoberta localização do cruzador blindado SMS Scharnhorst, que naufragou durante a Batalha das Malvinas em dezembro de 1914.[217][218]
  - Durante a 55ª cúpula realizada em Bento Gonçalves (RS), o presidente do Brasil Jair Bolsonaro transferiu a presidência rotativa da Mercosul para o paraguaio Mario Abdo Benítez.[219]
- 9 de dezembro - Agência Mundial Antidoping proíbe a Rússia de participar de grandes eventos esportivos internacionais por quatro anos devido a violações de doping.[220]
- 11 de dezembro - Em referendo não vinculativo, Região Autônoma de Bougainville vota quase unanimemente pela independência da Papua-Nova Guiné.[221]
- 12 de dezembro - Acidente de avião da Força Aérea Chilena mata todas as 38 pessoas a bordo, com a aeronave sendo localizada após três dias de pesquisa.[222]
- 13 de dezembro - Partido Conservador, liderado por Boris Johnson, vence com maioria absoluta as eleições gerais no Reino Unido.[223]
- 17 de dezembro - Ex-presidente do Paquistão Pervez Musharraf condenado à morte in absentia por traição e subversão da constituição paquistanesa.[224]
- 18 de dezembro - Câmara dos Representantes dos Estados Unidos aprova impeachment do presidente Donald Trump, acusando-o de abuso de poder e obstrução do Congresso.[225]
- 19 de dezembro - Estreia nos cinemas mundiais o filme Star Wars: A Ascensão de Skywalker, nono e último filme da saga principal.[226]
- 21 de dezembro
  - Quarenta e três anos após Fidel Castro abolir cargo, Manuel Marrero Cruz torna-se primeiro-ministro de Cuba.[227]
  - Liverpool derrota Flamengo na final da Copa do Mundo de Clubes.[228]
- 23 de dezembro - Tribunal na Arábia Saudita condena cinco pessoas à morte pelo assassinato em 2018 de Jamal Khashoggi.[229]
- 26 de dezembro - Eclipse solar anular visível na Ásia e na Austrália.[230]
- 27 de dezembro - Voo Bek Air 2100 cai perto de Almaty, Cazaquistão, matando pelo menos 12 pessoas e ferindo gravemente outras 54.[231]
- 28 de dezembro - Atentado suicida em posto de controle de polícia em Mogadíscio, Somália, mata 79 pessoas e fere outras 149.[232]
- 30 de dezembro - Reabertura da Ponte Hercílio Luz na cidade de Florianópolis após 28 anos de reforma.
- 31 de dezembro - Organização Mundial da Saúde reporta dezenas de infecções de Pneumonia viral de causa desconhecida na cidade de Wuhan, China.[233]

## Prémio Nobel
- Química – John B. Goodenough, M. Stanley Whittingham e Akira Yoshino[234]
- Economia – Abhijit Banerjee, Esther Duflo, e Michael Kremer[235]
- Literatura – Peter Handke[236]
- Paz – Abiy Ahmed[237]
- Física – James Peebles, Michel Mayor e Didier Queloz[238]
- Fisiologia e Medicina – William Kaelin Jr., Peter J. Ratcliffe e Gregg L. Semenza[239]

## Epacta e idade da Lua
| Epacta gregoriana | 24 (XXIV) |
| Idade da Lua      | Letra E   |

## Por tema
- 2019 no Brasil
- 2019 no cinema
- Desastres em 2019
- 2019 no desporto
- 2019 nos jogos eletrônicos
- 2019 na literatura
- Mortes em 2019
- 2019 na música
- 2019 em Portugal
- 2019 na televisão